# 우성만
우성만(禹成萬, 1958년 ~ )은 대한민국의 제42대 대구고등법원장을 역임한 법조인이다.

## 생애
1985년 부산지방법원 판사로 임용된 후 부산·경남지역에서만 법관 생활을 한 전형적인 지역법관이자 법관 생활 대부분을 재판업무에 힘써온 정통 법관이다.
창원지법 진주지원장, 부산지법 수석부장판사, 부산지법 동부지원장, 창원지법원장 등을 역임하였다.

## 학력
- 1973년 ~ 1976년 경북고등학교
- 1976년 ~ 1980년 서울대학교 법학과 학사

## 경력
- 1980년 제22회 사법시험 합격
- 2003년 9월 ~ 2005년 2월 창원지방법원 진주지원 지원장
- 2004년 대법원 대법관제청자문위원회 위원
- 2005년 2월 ~ 2009년 2월 부산고등법원 부장판사
- 2009년 2월 ~ 2010년 2월 부산지방법원 수석부장판사
- 2010년 2월 부산지방법원 동부지원 지원장
- 2012년 2월 ~ 2014년 2월 창원지방법원 법원장
- ~ 2014년 2월 경상남도선거관리위원회 위원장
- 2014년 2월 ~ 2015년 2월 부산고등법원 부장판사
- 2015년 2월 ~ 2017년 2월 제42대 대구고등법원 법원장
- 2017년 3월 ~ 법무법인 유석 대표변호사